# Austin
Austin (wym. [ˈɔːstən]) – miasto w Stanach Zjednoczonych, stolica stanu Teksas oraz hrabstwa Travis (częściowo także w granicach sąsiednich hrabstw Williamson i Hays). Miasto położone jest w środkowo-wschodniej części stanu, nad rzeką Colorado. Czwarte pod względem zaludnienia miasto Teksasu, w 2023 roku zamieszkane przez 979 882 osób, obszar metropolitalny Austin–Round Rock–San Marcos liczył blisko 2,5 mln mieszkańców. 
Miasto powstało w 1839 roku z osady Waterloo. Nową nazwę nadano mu na cześć zasłużonego dla Teksasu polityka Stephena F. Austina zwanego „Ojcem Teksasu”.
Austin doświadczyło ogromnego wzrostu pod koniec XX wieku, napędzanego głównie przez przemysł zaawansowanych technologii. W latach 1990–2020 populacja miasta podwoiła się osiągając blisko 1 milion mieszkańców.

## Demografia
Według danych pięcioletnich z 2022 roku, 63,2% mieszkańców stanowiła ludność biała (47,7% nie licząc Latynosów), 11,5% było rasy mieszanej, 8,4% to Azjaci, 7,8% czarnoskórzy Amerykanie lub Afroamerykanie, 0,8% rdzenna ludność Ameryki i 0,05% to Hawajczycy i mieszkańcy innych wysp Pacyfiku. Latynosi stanowili 32,5% ludności miasta. 
Do największych grup należą osoby pochodzenia meksykańskiego (24,4%), niemieckiego (11%), angielskiego (9,4%), irlandzkiego (8,5%), afroamerykańskiego, szkockiego lub szkocko–irlandzkiego (3,4%), europejskiego (nieokreślonego) (3,3%), hinduskiego (3,2%) i włoskiego (3,1%). 17,5 tys. osób deklarowało pochodzenie polskie (1,8%).
18,3% mieszkańców urodziło się poza granicami Stanów Zjednoczonych (15,4% w obszarze metropolitalnym).

## Gospodarka

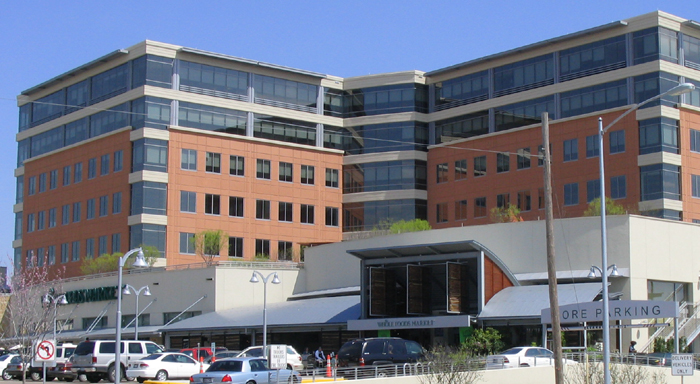
Siedziba firmy Whole Foods Market.

Austin jest siedzibą wielu korporacji technologicznych, które w latach 90. dostały przydomek Silicon Hills. Znajdują się tutaj wielkie fabryki Dell, Apple Inc., IBM, National Instruments, Oracle Corporation, HomeAway czy Indeed. Po 2020 roku jego status centrum innowacji i produkcji high-tech wzmocniła również lokalizacja Giga Texas – fabryki Tesli produkującej samochody elektryczne.
Według raportu opublikowanego przez CBRE Austin jest trzecim najszybciej rozwijającym się rynkiem nauk przyrodniczych w Stanach Zjednoczonych. Wpływ na tak dobry wynik ma dobrze rozwinięty przemysł w dziedzinie biotechnologii, farmaceutyków i wyrobów medycznych.
Ważną rolę w handlu odgrywają linie kolejowe, które odpowiadają za transport większości ładunków międzynarodowych do portów. Międzynarodowy port lotniczy Austin-Bergstrom został otwarty w 1999 roku na miejscu byłej bazy Sił Powietrznych Stanów Zjednoczonych.

## Uczelnie
- University of Texas (1881)
- Huston-Tillotson College (1875)
- St. Edward's University(inne języki) (1885)

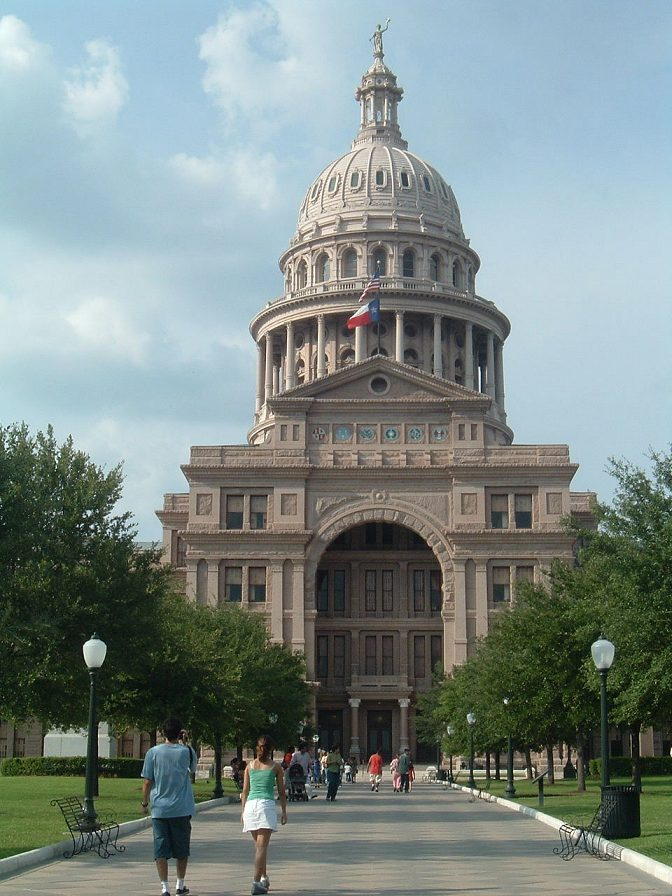
Kapitol – siedziba parlamentu Teksasu w Austin

- Concordia University w Austin (1926)
- Austin Community College (1972)

## Religia
W 2020 roku do największych grup religijnych obszaru metropolitalnego Austin należały:
- Kościół katolicki – 428,9 tys. członków w 58 parafiach
- ewangelikalizm bezdenominacyjny – 139,8 tys. członków w 191 zborach
- Południowa Konwencja Baptystów – 116,4 tys. członków w 325 zborach
- Zjednoczony Kościół Metodystyczny – 46,2 tys. członków w 73 zborach
- inne Kościoły baptystyczne – ok. 35 tys. członków w 60 zborach
- mormoni – ok. 30 tys. członków w 58 zgromadzeniach.

## Kultura
Austin jest promowane na Światową Stolicę Muzyki na Żywo. South by Southwest, jest jednym z największych festiwali muzycznych w USA, z ponad 2 tysiącami wykonawców grających każdego marca na blisko 100 scenach wokół centrum miasta. Wydarzenie rozrosło się do 10-dniowego festiwalu poświęconego filmowi, muzyce i mediom cyfrowym.

## Miasta partnerskie
- Adelaide, Australia
- Koblencja, Niemcy
- Lima, Peru
- Maseru, Lesotho
- Ōita, Japonia
- Saltillo, Meksyk
- Taizhong, Tajwan
- Edmonton, Kanada
- Old Orlu, Nigeria
- Gwangmyeong, Korea Południowa